# Katha nankunshanica
Katha nankunshanica — вид метеликів родини Ведмедиці (Arctiidae). Метелик зустрічається на сході Китаю в провінції Гуандун. Довжина передніх крил становить близько 15 мм. Передні крила сірувато-жовтого забарвлення, задні крила — жовтого.